# Championnats d'Europe de judo 1975
Navigation
Édition précédente Édition suivante
La 24e édition des championnats d'Europe de judo s'est déroulée le 11 mai 1975 à Lyon, en France, du moins en ce qui concerne les épreuves masculines. Car une compétition féminine équivalente  a été organisée pour la première fois, fin 1975. Les premiers championnats d’Europe féminins de judo se sont déroulés en effet à Munich, en Allemagne de l'Ouest, en décembre de cette même année (voir article connexe). 

## Résultats

### Individuels
| Épreuves          | Or                        | Argent                      | Bronze                                           |
| ----------------- | ------------------------- | --------------------------- | ------------------------------------------------ |
| - 63 kg légers    | Torsten Reißmann (GDR)    | Shengeli Pitskhelauri (URS) | Yves Delvingt (FRA) Edward Alksnin (POL)         |
| - 70 kg mi-moyens | Vladimir Nevzorov (URS)   | Valeri Dvoïnikov (URS)      | Dietmar Hötger (GDR) Günther Krueger (GDR)       |
| - 80 kg moyens    | Antoni Reiter (POL)       | Abdulgadzhi Barkalaev (URS) | Alexey Volosov (URS) Adam Adamczyk (POL)         |
| - 93 kg mi-lourds | Dietmar Lorenz (GDR)      | Jean-Luc Rougé (FRA)        | Amiran Muzaev (URS) David Starbrook (GBR)        |
| + 93 kg lourds    | Dzhibilo Nizharadze (URS) | Serhiy Novikov (URS)        | Wolfgang Zueckschwerdt (GDR) Imre Novák (TCH)    |
| Toutes catégories | Givi Onashvili (URS)      | Shota Chochishvili (URS)    | Peter Adelaar (NED) Wolfgang Zueckschwerdt (GDR) |

### Par équipes
| Épreuve     | Or | Argent                                                                                        | Bronze |
| ----------- | --- | --------------------------------------------------------------------------------------------- | --- |
| Par équipes | Union soviétique Shengeli Pitskhelauri Valeri Dvoïnikov Abdulgadzhi Barkalaev Ramaz Kharshiladze Serhiy Novikov | France Yves Delvingt Michel Algisi Gérard Gautier Jean-Paul Coche Jean-Luc Rougé Rémi Berthet | Pologne Edward Alksnin Antoni Zajkowski Adam Adamczyk Wlodzimierz Lewin Zbigniew Bielawski Yougoslavie Janez Vidmajer Milan Mijalkovic Slavko Obadov Goran Zuvela Momir Lucic |

## Tableau des médailles
Les médailles de la compétition par équipes ne sont pas comptabilisées dans ce tableau.
| Rang | Nation             | Or | Argent | Bronze | Total |
| ---- | ------------------ | -- | ------ | ------ | ----- |
| 1    | Union soviétique   | 3  | 5      | 2      | 10    |
| 2    | Allemagne de l'Est | 2  | 0      | 4      | 6     |
| 3    | Pologne            | 1  | 0      | 2      | 3     |
| 4    | France             | 0  | 1      | 1      | 2     |
| 5    | Royaume-Uni        | 0  | 0      | 1      | 1     |
| 5    | Pays-Bas           | 0  | 0      | 1      | 1     |
| 5    | Tchécoslovaquie    | 0  | 0      | 1      | 1     |
|      |                    | 6  | 6      | 12     | 24    |

## Sources
- Podiums complets sur le site JudoInside.com.

- Podiums complets sur le site alljudo.net.

- Podiums complets sur le site Les-Sports.info.